# دزفول (موشک)
موشک دزفول یک موشک بالستیک هوشمند زمین به زمین ایرانی است که در ۱۸ بهمن ۱۳۹۷ در کارخانه زیرزمینی تولید موشک‌های بالستیک سپاه رونمایی شد. این موشک دارای برد پروازی ۱۰۰۰ کیلومتر است.

## رونمایی
موشک بالستیک هوشمند دزفول در مراسمی در روز پنجشنبه ۱۸ بهمن ۱۳۹۷ با حضور محمدعلی جعفری و امیرعلی حاجی‌زاده فرمانده نیروی هوافضای سپاه در کارخانه زیرزمینی تولید موشک‌های بالستیک سپاه رونمایی شد.

## ویژگی‌ها
موشک دزفول یک موشک بالستیک هوشمند زمین به زمین است که به لحاظ ابعاد و اندازه به هندسه موشک ذوالفقار بسیار نزدیک است؛ موشک ذوالفقار دارای برد ۷۰۰ کیلومتر است؛ اما موشک دزفول ۱۰۰۰ کیلومتر برد دارد. به گفته امیرعلی حاجی‌زاده قدرت انهدام و تخریب این موشک به دلیل نوع موادی که در سر جنگی آن به‌کارگیری شده، دو برابر موشک ذوالفقار است.

### سرعت
ارتفاع موشک‌های بالستیک کوتاه برد در نهایت برد یعنی ۱۰۰۰ حدود ۲۰۰ کیلومتر (کمی کم یا بیش بستگی به پروفایل پرواز) دارد.
اگر ارتفاع پرواز این موشک را بالاترین حد یعنی ۲۵۰ کیلومتر در نظر بگیریم و سرعت رهایش سرجنگی را ۳٫۵ تا ۴ ماخ در نظر بگیریم سرعت این موشک در هنگام ورود به جو در ارتفاع ۳۰ کیلومتری برابر با ۶٫۹ تا۷٫۲ ماخ خواهد بود یا به عبارتی ۲۴۰۰ تا ۲۵۰۰ متر بر ثانیه (محاسبات ریاضی انجام شده با معادله سرعت-مکان با حرکت شتاب ثابت) البته این بدون در نظر گرفتن دو روزنه خروجی کناری سر جنگی خانواده فاتح ۱۱۰ است که با وجود دو موتور کوچک در این محفظه سرعت این خانواده در مرحله حمله به زمین بیشتر می‌شود!